# Storfjärva
Storfjärva (Mertensia sibirica) är en strävbladig växtart som först beskrevs av Carl von Linné, och fick sitt nu gällande namn av George Don jr. Storfjärva ingår i släktet fjärvor, och familjen strävbladiga växter. Inga underarter finns listade i Catalogue of Life.

## Bildgalleri

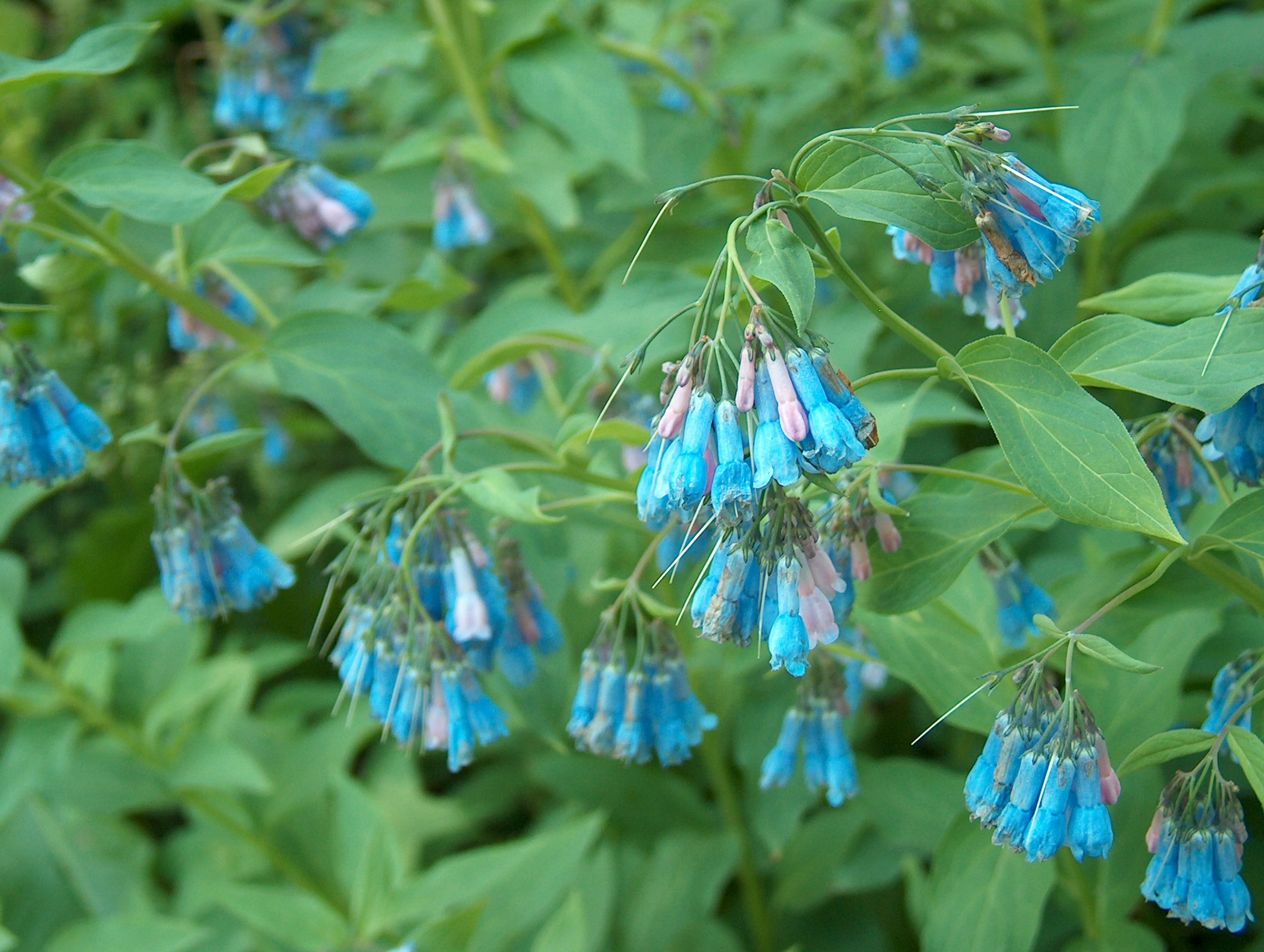
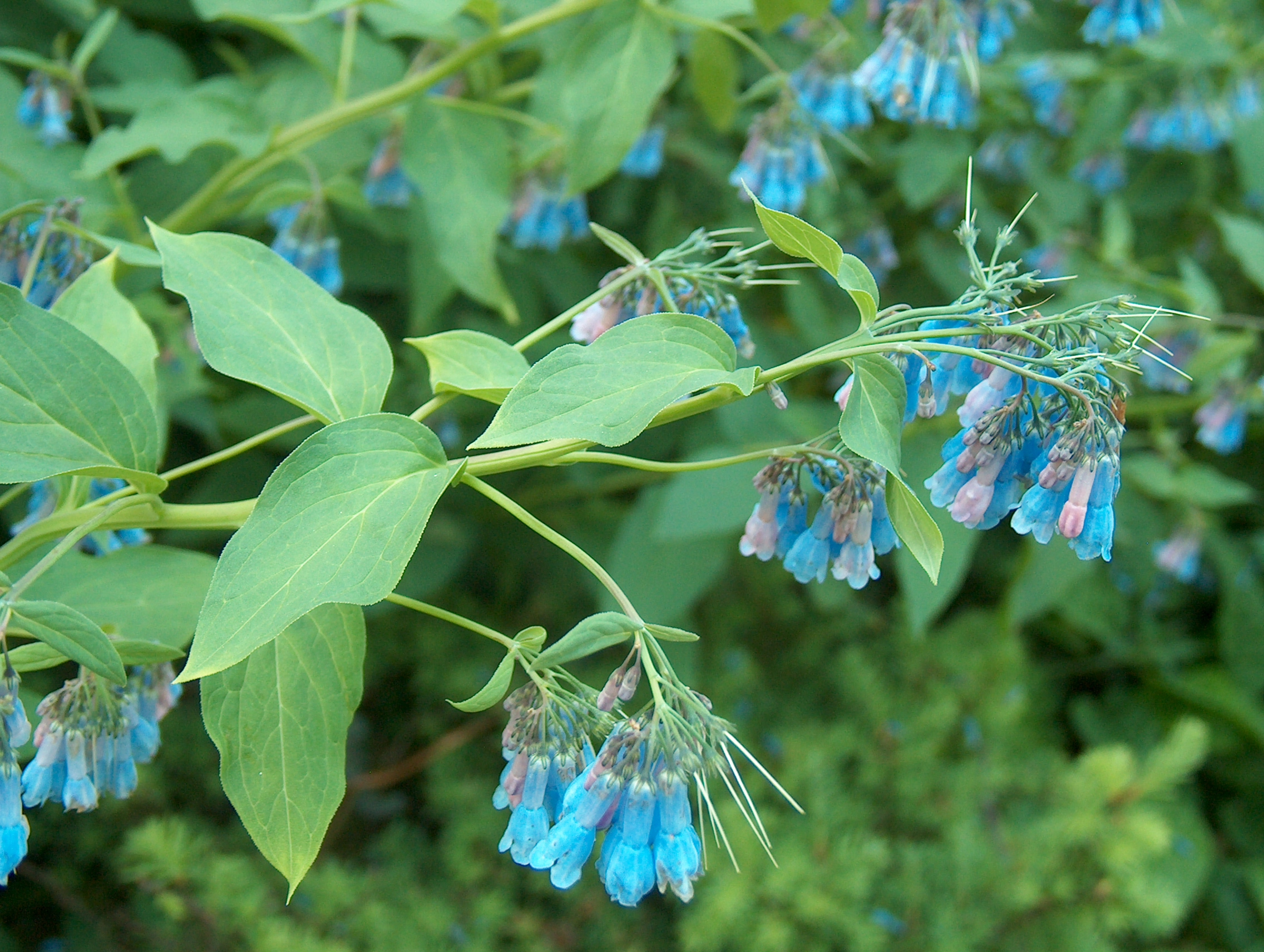